# Isospidia angustipennis
Isospidia angustipennis är en fjärilsart som beskrevs av W. Warren 1904. Isospidia angustipennis ingår i släktet Isospidia och familjen sikelvingar. Inga underarter finns listade i Catalogue of Life.